# Eschlkam
Eschlkam – gmina targowa w Niemczech, w kraju związkowym Bawaria, w rejencji Górny Palatynat, w regionie Ratyzbona, w powiecie Cham. Leży w Lesie Bawarskim, około 20 km na północny wschód od Cham, przy granicy z Czechami.

## Dzielnice
W skład gminy wchodzą następujące dzielnice: 
| - Eschlkam - Aignhof - Bäckermühle - Gaishof - Großaign - Haselmühle - Heuhofermühle - Jakobsmühle | - Kleinaign - Kuchlshof - Leming - Multererhof - Neuaign - Oberdörfl - Oberfaustern - Penzenmühle | - Pflaumermühle - Ritzenried - Schachten - Schwarzenberg - Seugenhof - Stachesried - Unterfaustern - Warzenried |

## Współpraca
Miejscowości partnerskie:
- Kdyně, Czechy
- Všeruby u Kdyně, Czechy

## Zabytki i atrakcje
- wędrownicza ścieżka sztuki

## Galeria

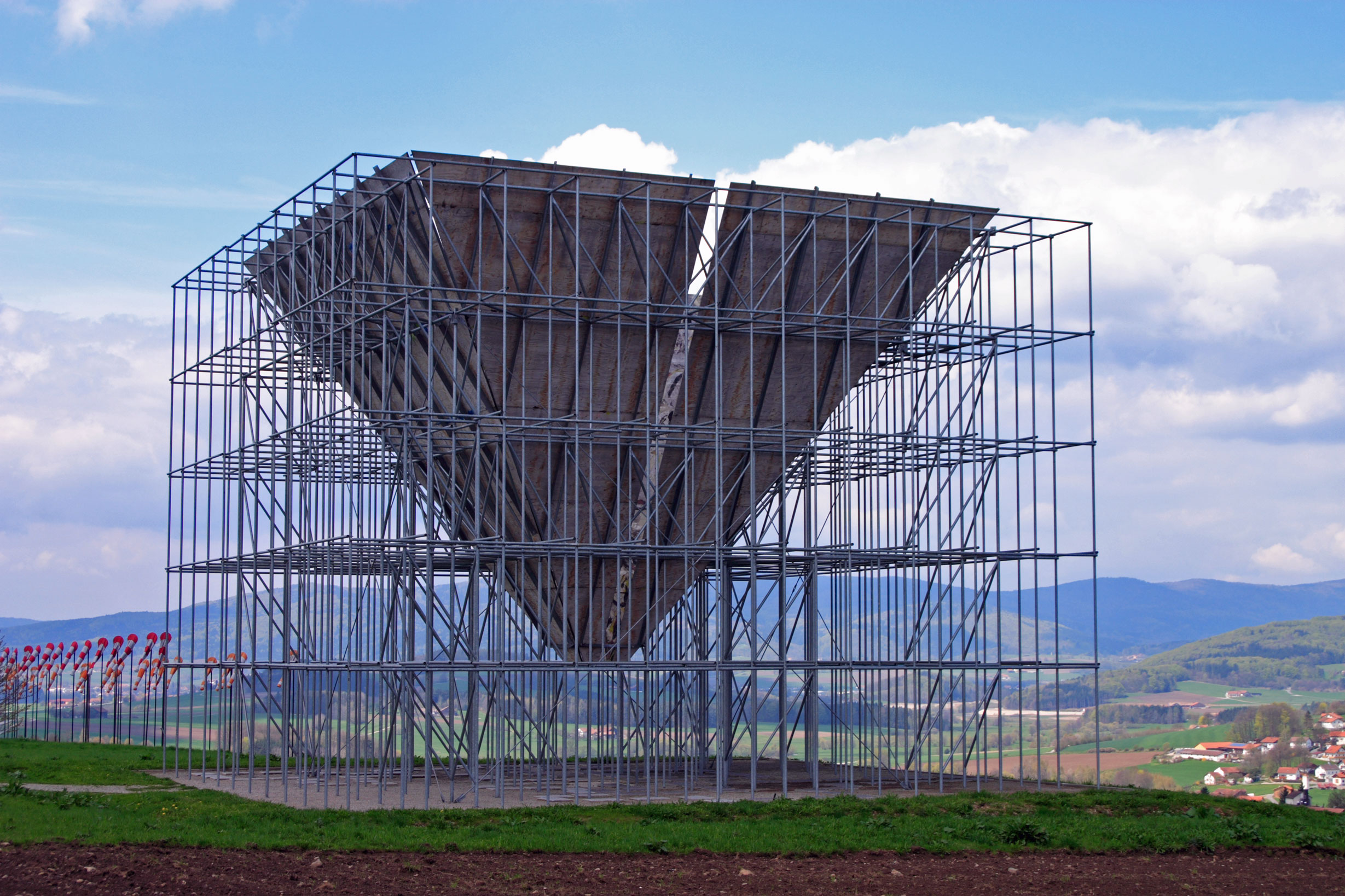
Dom Europa
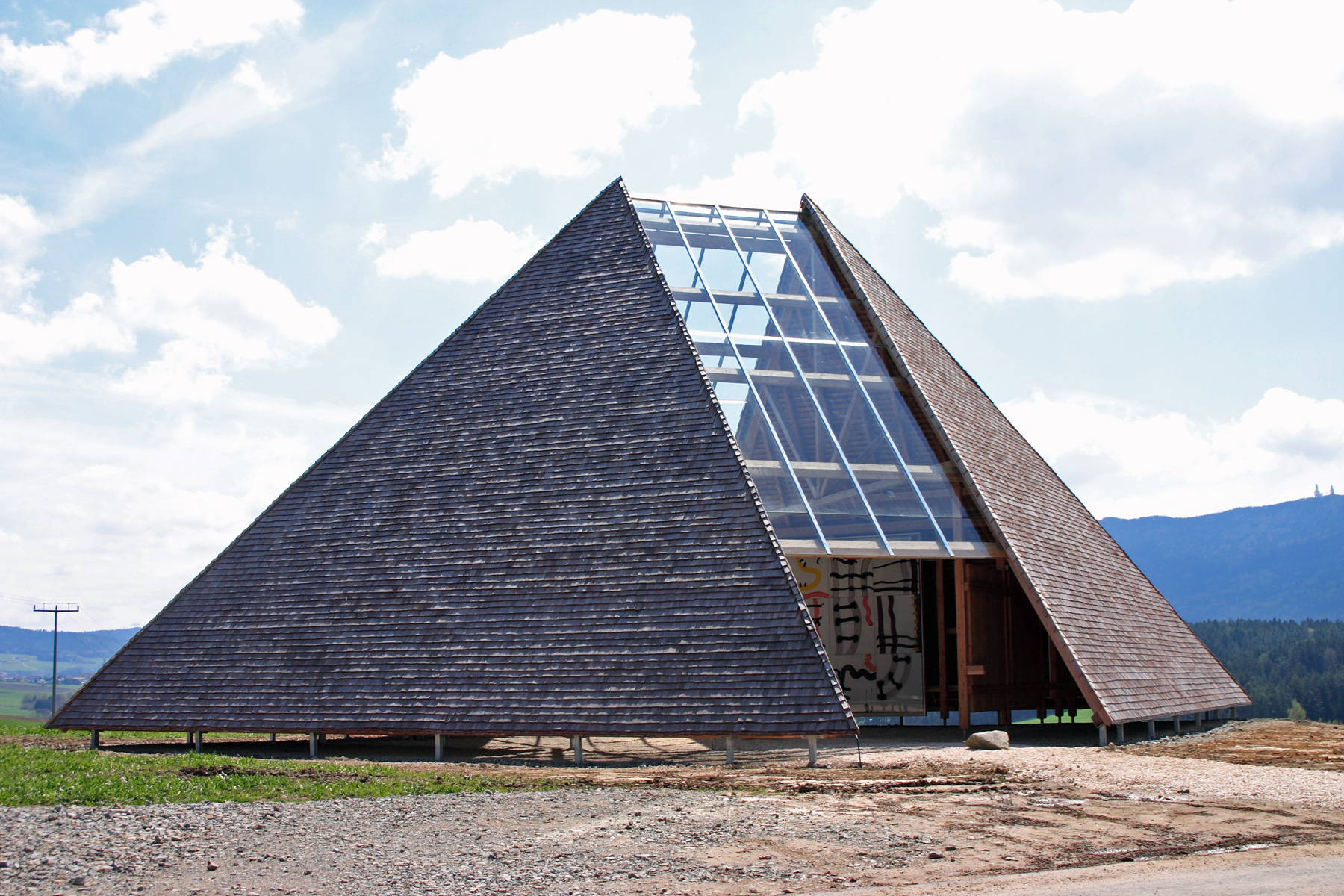
Pawilon sztuki
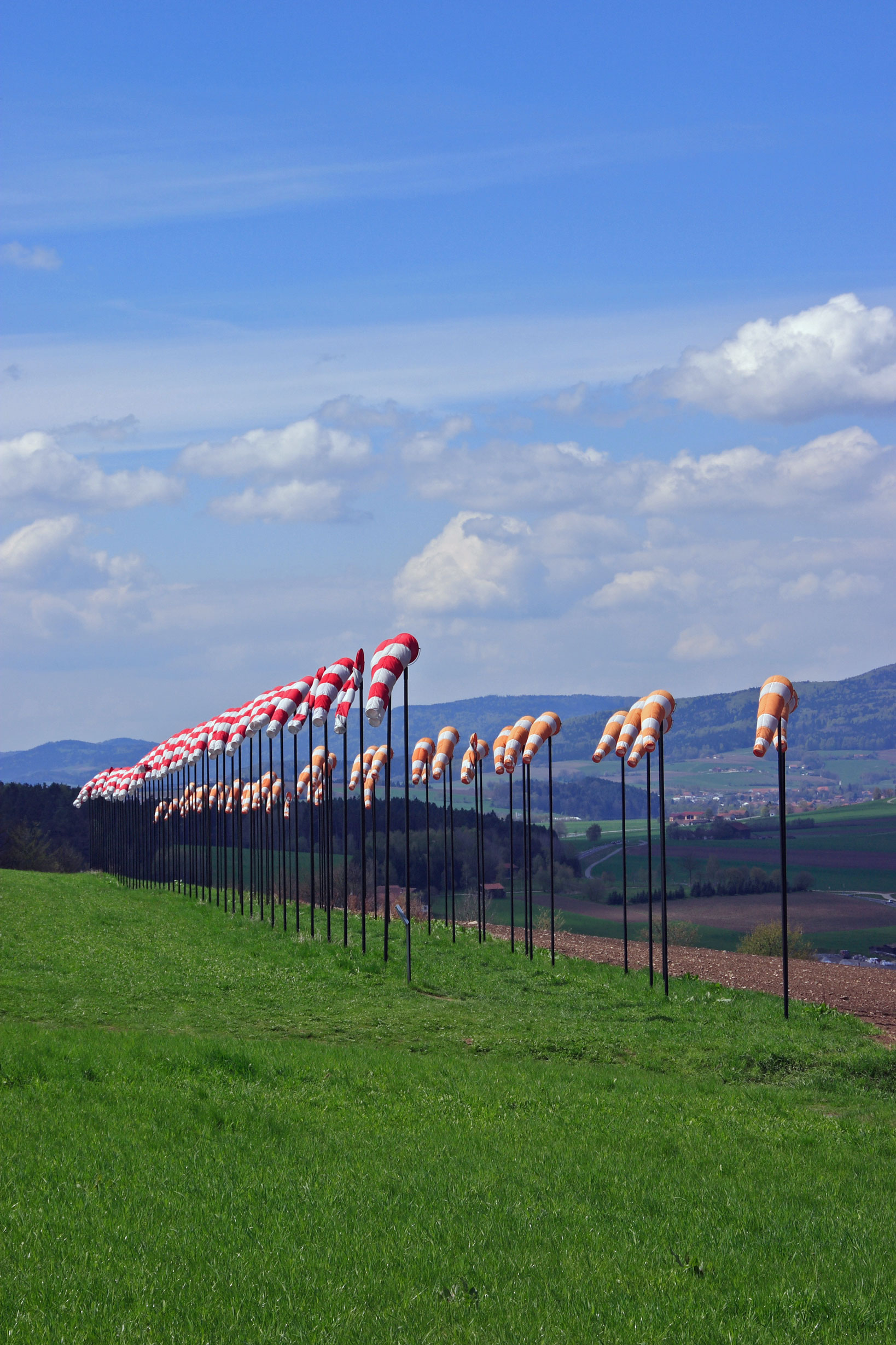
Rzędy wiatrowskazów